# Southern League (baseball)
La Southern League è una lega minore del baseball USA, che opera negli stati del Sud.
La lega originaria fu fondata nel 1885, ma chiuse nel 1899.
Nel 1964 la South Atlantic League cambiò il suo nome in Southern League. L'originale "Sally League" (non legata all'attuale South Atlantic League) fu un circuito attivo nei periodi 1904-17, 1919-30, 1936-42 e 1946-63. La vecchia Sally League crebbe da Class C a Class B, quindi Class A (fino al 1962). Nella sua stagione finale era Class AA.
La Southern League è organizzata in due divisioni. Prima del 2005 erano East e West, ma lo spostamento dei Greenville Braves nel Mississippi dopo la stagione 2004 portò ad un riallineamento. Le divisioni sono ora North e South.

## Ex squadre della lega
Nella Southern League dal 1964 ad oggi hanno giocato le seguenti squadre:
- Asheville Orioles
- Asheville Tourists
- Birmingham A's
- Birmingham Barons
- Carolina Mudcats
- Charlotte Hornets
- Charlotte Knights
- Charlotte O's
- Chattanooga Lookouts
- Columbus Astros
- Columbus Confederate Yankees
- Columbus White Sox
- Evansville White Sox
- Greenville Braves
- Huntsville Stars
- Jacksonville Expos
- Jacksonville Suns
- Knoxville Blue Jays
- Knoxville Smokies
- Knoxville Sox
- Lynchburg White Sox
- Macon Peaches
- Memphis Chicks
- Mississippi Braves
- Mobile A's
- Mobile BayBears
- Mobile White Sox
- Montgomery Biscuits
- Montgomery Rebels
- Nashville Sounds
- Nashville Xpress
- Orlando Cubs
- Orlando Rays
- Orlando Sun Rays
- Orlando Twins
- Port City Roosters
- Savannah Braves
- Savannah Indians
- Savannah Senators
- Tennessee Smokies
- West Tenn Diamond Jaxx